# Hennig Brand
Hennig Brand (pronunție în germană [ˈhɛnɪç bʁant]; n. aprox. 1630  –  d. aprox. 1692 sau aprox. 1710) a fost un comerciant german, farmacist și alchimist din Hamburg, descoperitor al elementului chimic fosfor.

## Biografie
Circumstanțele nașterii lui Brand sunt necunoscute, dar acesta a avut loc în jurul anului 1630 și a murit în 1692 sau 1710. Unele surse descriu originile sale ca fiind umile și indică faptul că în tinerețe a fost ucenic sticlar. Cu toate acestea, corespondența din partea celei de-a doua soții afirmă că ar fi avut o înaltă origine socială. În orice caz, clar este că a deținut un post de ofițer în timpul Războiului de Treizeci de Ani, iar zestrea primei sale soții a fost substanțială, permițându-i la terminarea stagiului militar să se dedice alchimiei.
A fost unul dintre mulții căutători ai pietrei filosofale. În timpul acestui proces, el a descoperit în mod accidental fosforul.

## Alchimia
Ca mulți alți alchimiști ai timpului, Brand a căutat „piatra filozofală”, o substanță care se presupune că ar transforma metalele obișnuite (precum plumbul) în aur. Până la moartea primei soții, el i-a tocat averea în această investigație. S-a căsătorit apoi cu cea de-a doua soție, Margaretha, o văduvă bogată ale cărei resurse financiare i-au permis să-și continuie munca.
La fel ca mulți alții înaintea sa, a fost interesat de apă și a încercat să o amestece cu diverse alte materiale, în sute de combinații. În vederea tranformării metalelor obișnuite în argint, s-a aplecat (fără succes) asupra unei rețete din cartea 400 Auserlensene Chemische Process a lui F.T. Kessler din Strasbourg, în care se amestecau alaun, salpetru (azotat de potasiu) și urină concentrată.
În jurul anului 1669, prin încălzirea reziduurilor de urină fiartă în cuptor până la momentul în care retorta devenea incandescentă, un gaz strălucitor a umplut-o, iar lichidul expulzat a izbucnit în flăcări. A reușit să recupereze acest lichid într-un borcan pe care l-a acoperit. În urma solidifciării, acesta și-a păstrat o strălucire verde–pal. A obținut astfel ceea ce a denumit fosfor, cuvânt grecesc pentru „purtător de lumină”.
Fosforul trebuie să fi fost o sursă de inspirație pentru un alchimist: a fost un produs al omului și părea să strălucească cu o „forță vitală” care nu se diminua în timp (și nu era nevoie de re-expunere la lumină, precum pentru piatra Bologna anterior descoperită). Brand a ținut descoperirea secretă, așa cum făceau alchimistii acelor vremi, lucrând cu fosfor în încercarea inutilă de a produce aur.
Rețeta sa a fost:
- se fierbe urina până se reduce la un sirop gros
- se încălzește până când un ulei roșu distilă, produs care se recuperează
- restul se răcește, proces în care se separă o parte superioară spongioasă neagră și o parte inferioară salină
- se aruncă sarea și se amestecă uleiul roșu anterior recuperat cu materialul negru
- se încălzește amestecul puternic timp de 16 ore
- întâi se obține un fum alb, apoi un ulei, iar la sfârșit fosforul
- fosforul poate fi trecut prin apă rece pentru a fi solidificat

Reacția chimică asociată poate fi explicată după cum urmează: urina conține ionul fosfat (PO43-) sub formă de fosfat acid de sodiu și amoniu (Na(NH4)HPO4) și diferși compuși organici bogați în carbon. Prin încălzire, atomii de oxigen din fosfat reacționează cu carbonul pentru a produce monoxid de carbon (CO), reducând fosforul la starea elementală (P), care volatilizează. Prin răcire, fosforul condensează sub formă lichidă la aproximativ 280 °C și apoi se solidifică (în forma alotropică fosfor alb) la aproximativ 44 °C (în funcție de puritate). Aceeași reacție esențială este utilizată și astăzi (încălzind minereuri bogate în fosfor și cocs în cuptoare electrice).
Brand a produs mult mai puțin fosfor decât ar fi putut-o face: sarea pe care o arunca conținea de fapt cea mai mare parte a ionului fosfat. El a folosit aproximativ 5500 de litri de urină pentru a produce doar 120 de grame de fosfor. Dacă ar fi încălzit întregul reziduu, ar fi putut obține un randament mult superior (1 litru de urină a unei persoane adulte conține aproximativ 1,4 g de săruri de fosfor, ceea ce înseamnă aproximativ 0,11 grame de fosfor alb pur).